# Philopsia
Philopsia là một chi bướm đêm thuộc họ Geometridae.